# PSK Sachalin
PSK Sachalin (Professional Sports Club Sakhalin, ryska: ПСК «Сахалин»), tidigare Sachalin Sea Lions och HK Sachalin, är en ishockeyklubb från Juzjno-Sachalinsk, Sachalin oblast, Ryssland. Laget har tidigare spelat i Sakhalin Amateur Hockey League, men spelar ifrån och med säsongen 2014/2015 professionellt, och deltar i Asia League Ice Hockey. 

## Meriter

### Sakhalin Amateur Hockey League
Klubben har medan de spelat i Sakhalin Amateur Hockey League blivit SLHL Cup mästare (Кубок СЛХЛ) åren 2008 och 2010.

### Asia League Ice Hockey
Första säsongen i ALIH blev lyckosam med en andra plats i grundserien och semifinalspel, där det dock blev förlust mot Tohoku Free Blades med 3-1 i matcher. Andra säsongen i ligan (2015/2016) slutade laget på andra plats i grundserien och förlorade sedan finalen med 3-2 i matcher mot Anyang Halla.